# Bratčice (Boêmia Central)
Bratčice é uma comuna checa localizada na região da Boêmia Central, distrito de Kutná Hora.